# Ngọn hải đăng trên đất liền ở Jodłówka Tuchowska
Ngọn hải đăng trên đất liền (tiếng Ba Lan: Latarnia lądowa) còn biết đến như một ngôi đền hay nhà nguyện tọa lạc ở làng Jodłówka Tuchowska, xã Tuchów, huyện Tarnów, tỉnh Małopolskie, Ba Lan.

## Lịch sử
Ngọn hải đăng này được xây dựng vào thế kỷ 16, có dạng hình trụ tròn, cao 6m, làm bằng đá, được đặt một cái đèn lồng, phía trên là một mái che.   Chiếc đèn lồng được thắp sáng vào ban đêm. Theo truyền thống, ngọn hải đăng đóng vai trò là một biển chỉ dẫn cho các thương nhân trên tuyến đường thương mại từ Biecza đến Krakow, và từ Krakow đến Hungary. Ngoài ra đây còn là tín hiệu chỉ đường cho binh lính trong thời kỳ chiến tranh, cũng như chỉ dẫn cho khách hành hương đến khu vực Tuchów gần đó.
Đến năm 1840, ngọn hải đăng đã được thay đổi mục đích sử dụng khi Jodłówka Tuchowska trở thành một giáo xứ độc lập. Ở phía bắc, một nhà nguyện bằng gỗ với một tháp chuông được xây dựng thêm vào và nó trở thành tòa tháp của một nhà thờ nhỏ tên là Michała Archanioła. Bên cạnh chiếc đèn lồng được thắp sáng là bức tượng Chúa Kitô. Năm 1871, một nhà thờ mới được xây dựng ở trung tâm ngôi làng, do đó nhà thờ này bị phá bỏ và chỉ còn lại cột đá của ngọn hải đăng. Vào những năm 1990, theo sáng kiến của linh mục giáo xứ, ngài Władysław Jigor đã cho tiến hành trùng tu để bảo tồn một số công trình, trong đó có ngọn hải đăng. Một phần ngọn hải đăng được gia cố và cải tạo lại.

## Thư viện ảnh

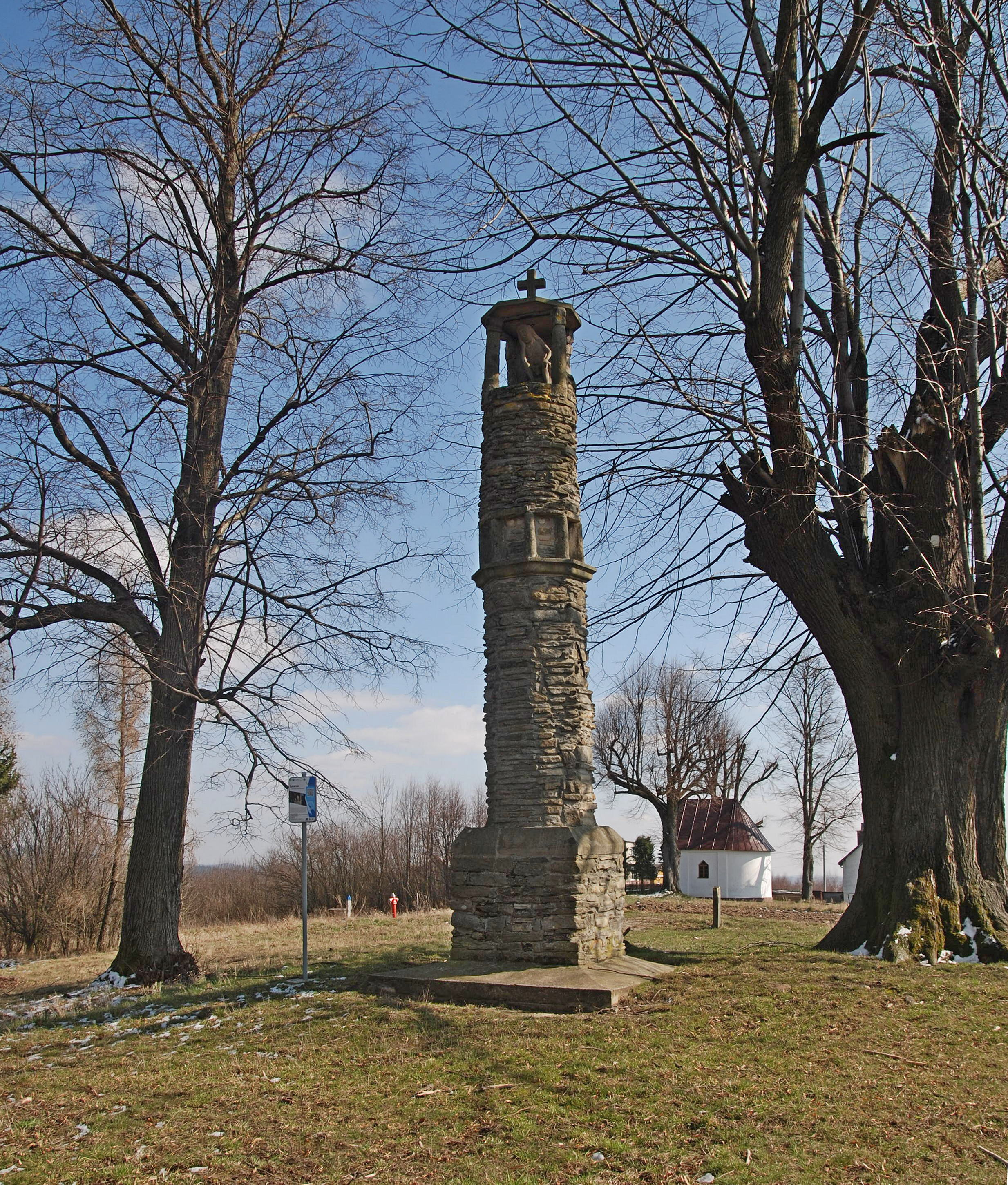
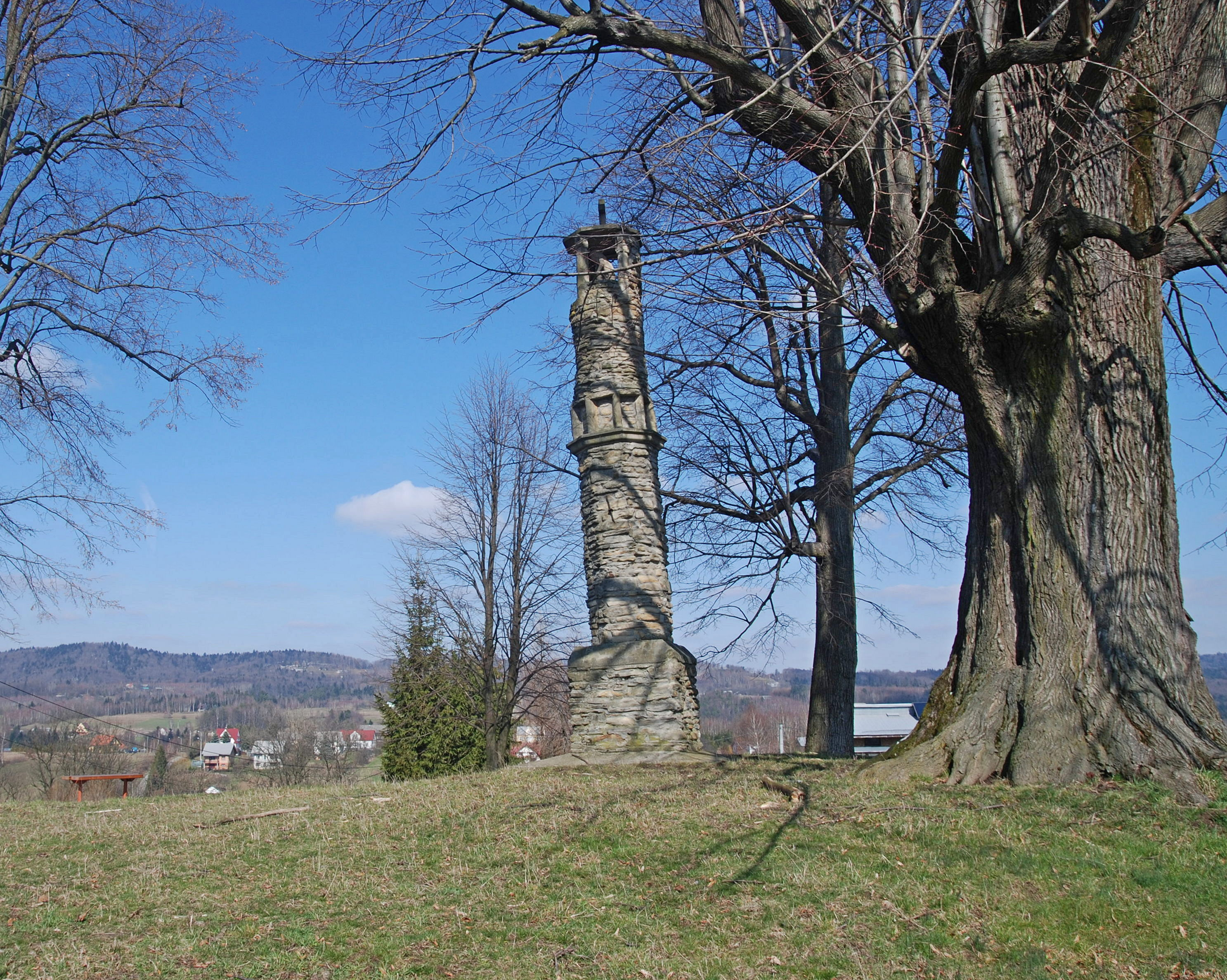
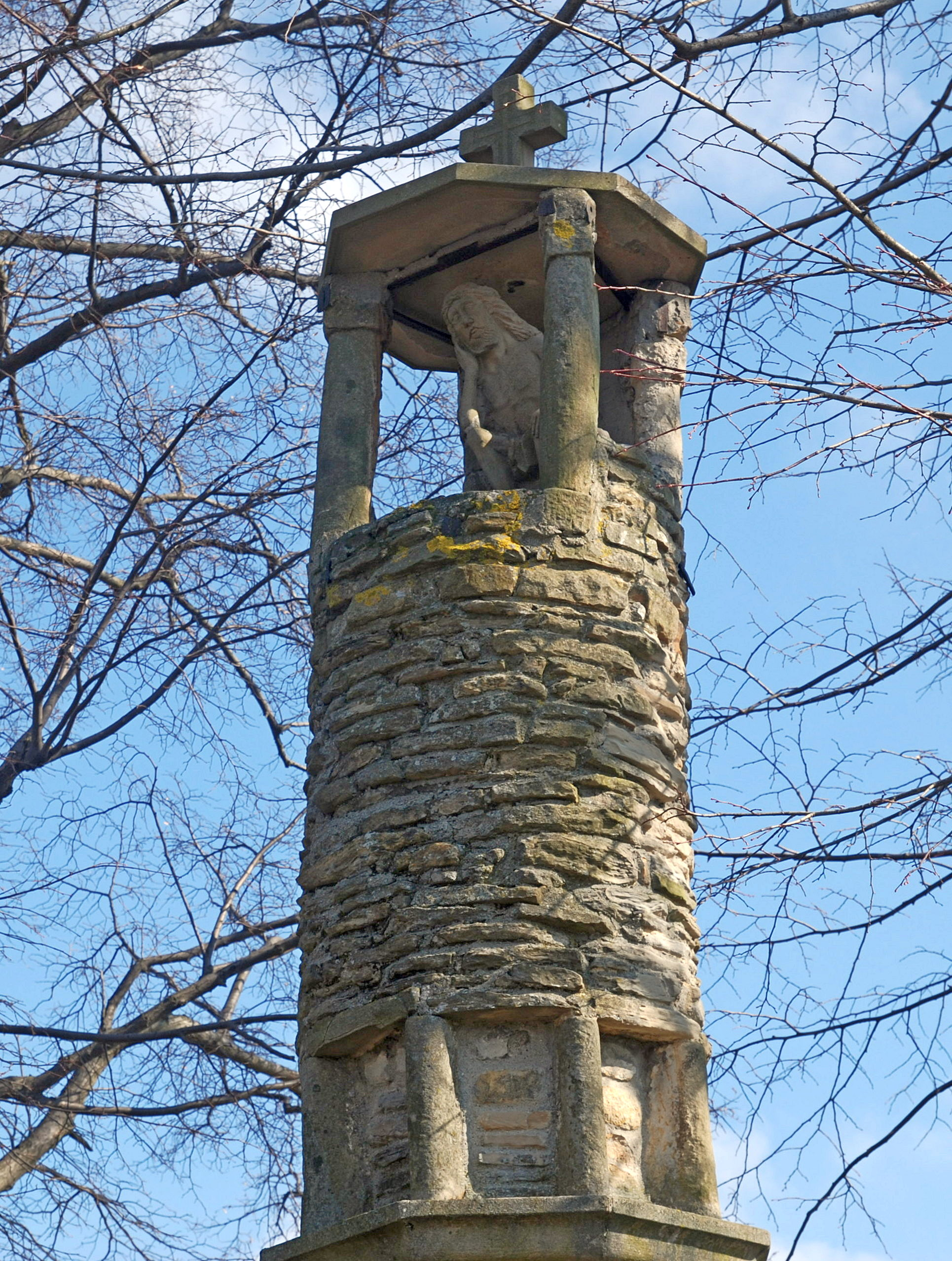
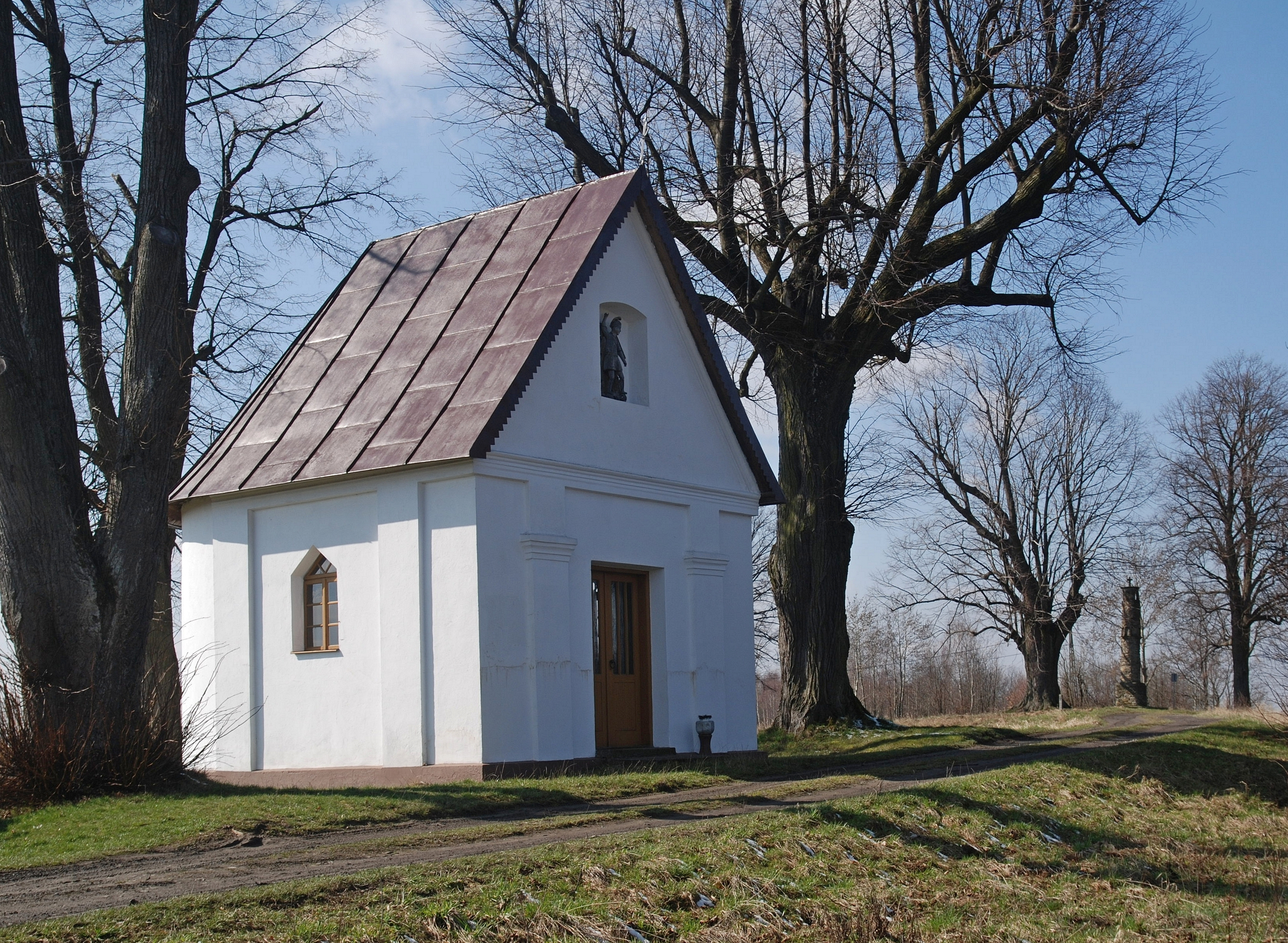